# Hamburgs stadspark

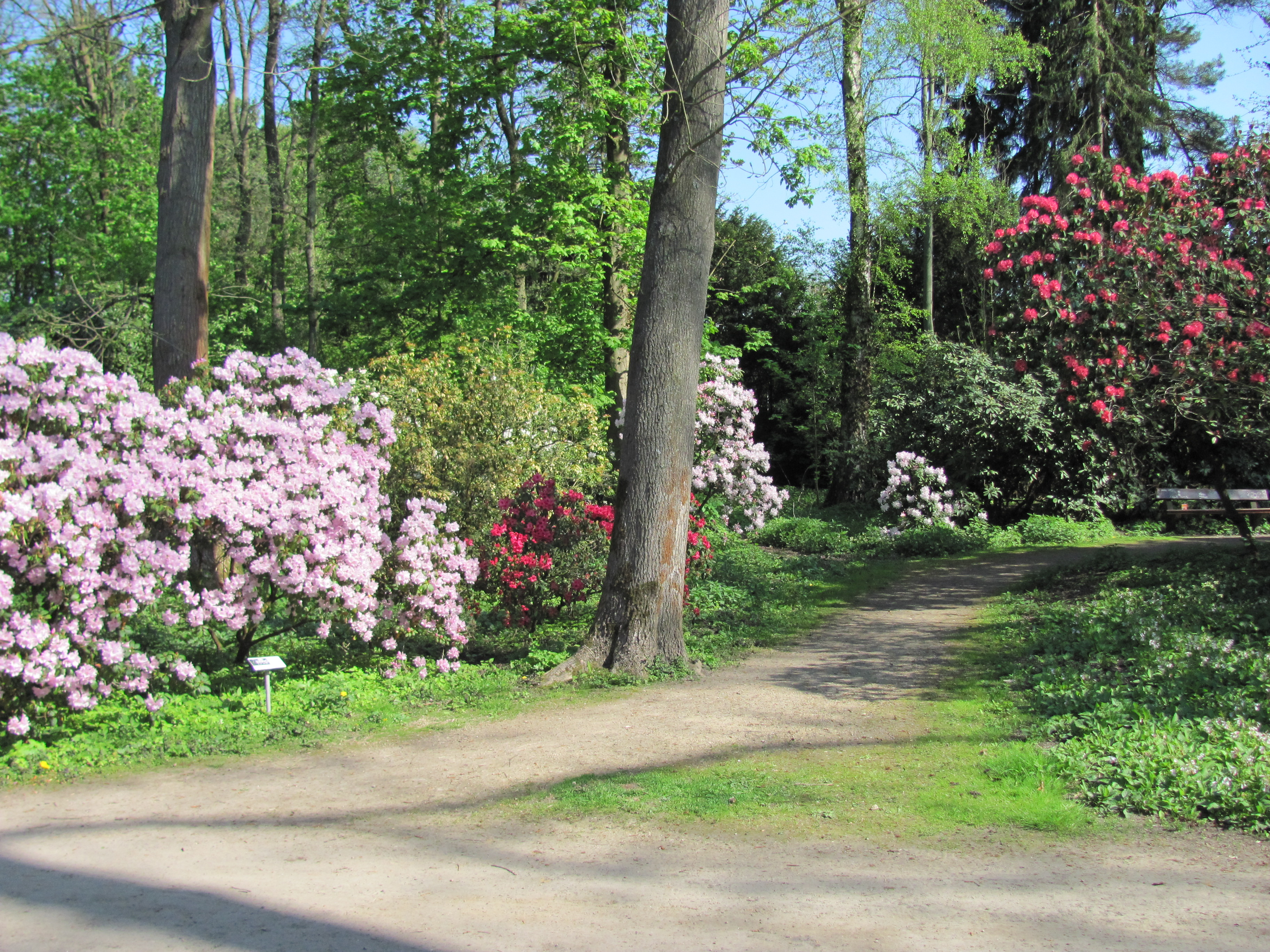
Hamburgs stadspark

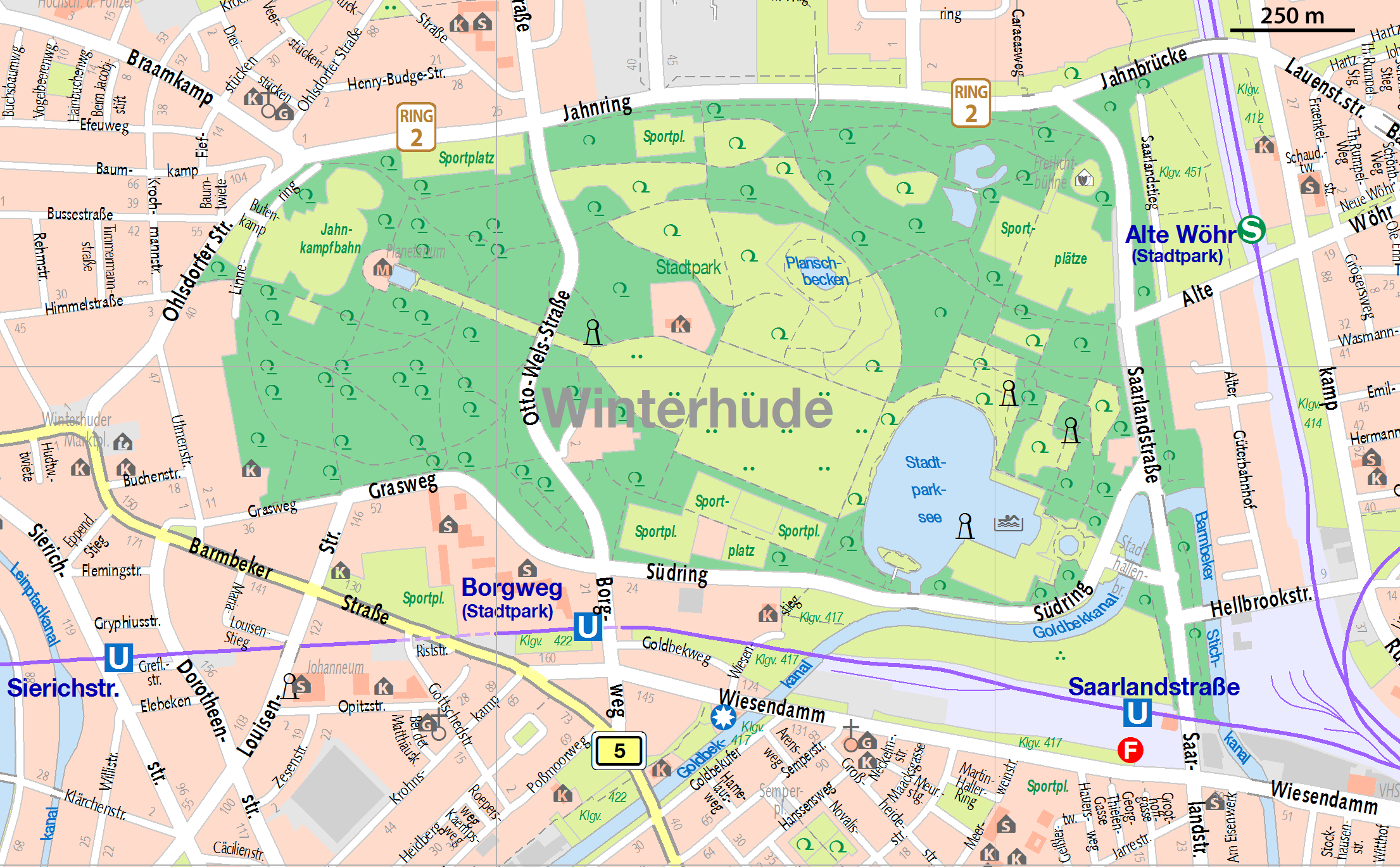
Karta över Hamburgs stadspark

Hamburgs stadspark (tyska: Hamburger Stadtpark) är en av Hamburgs största parker och ligger i stadsdelen Winterhude. Parken öppnades år 1914. I en del av parken finns sjön Stadtparksee som även innehåller bad. Vidare finns byggnaden Planetarium som innehåller olika astronomiska utställningar samt har en utsiktsterrass på taket. Närmaste tunnelbanestation är Borgweg på linje U3.

## Bilder

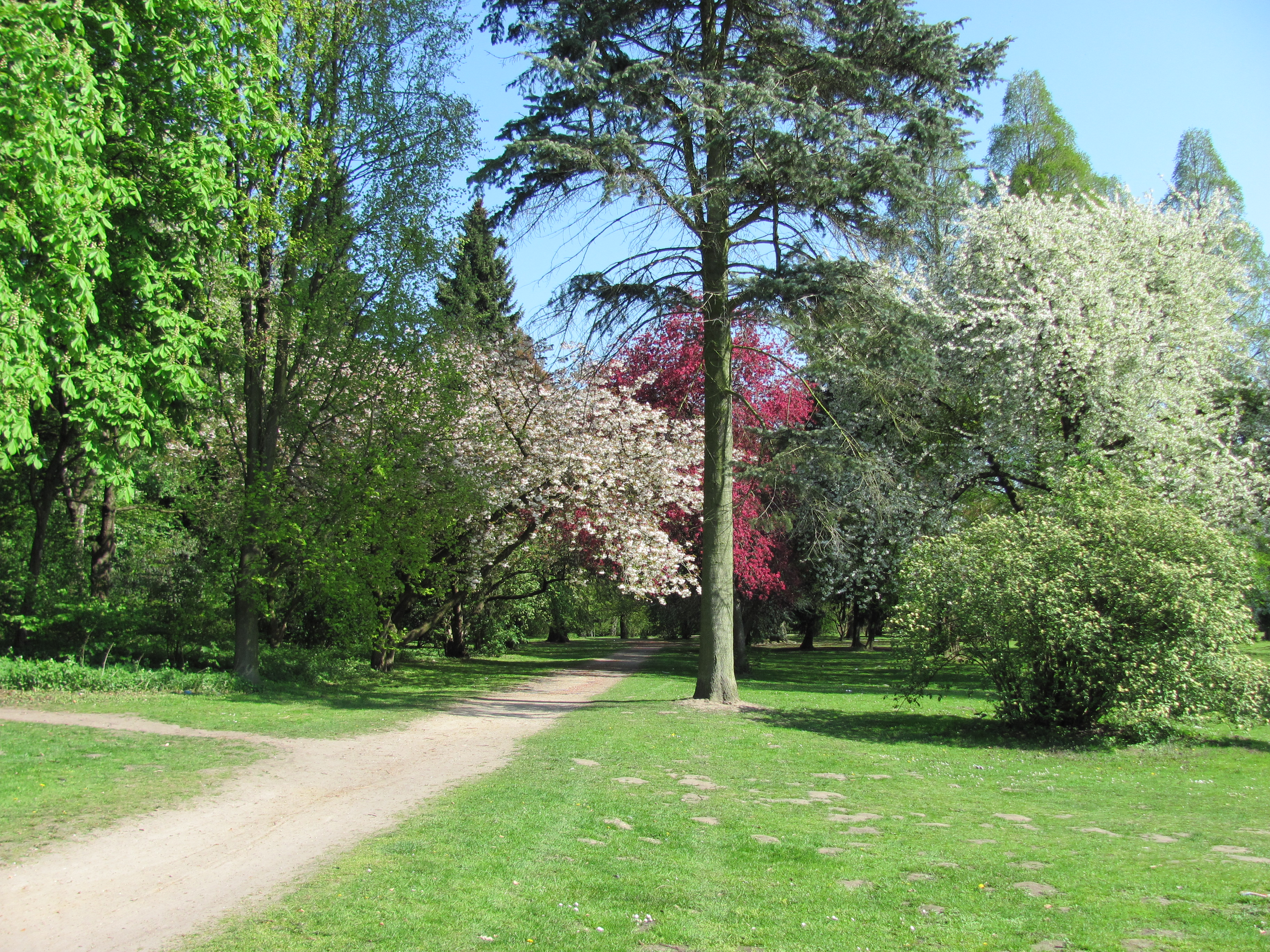
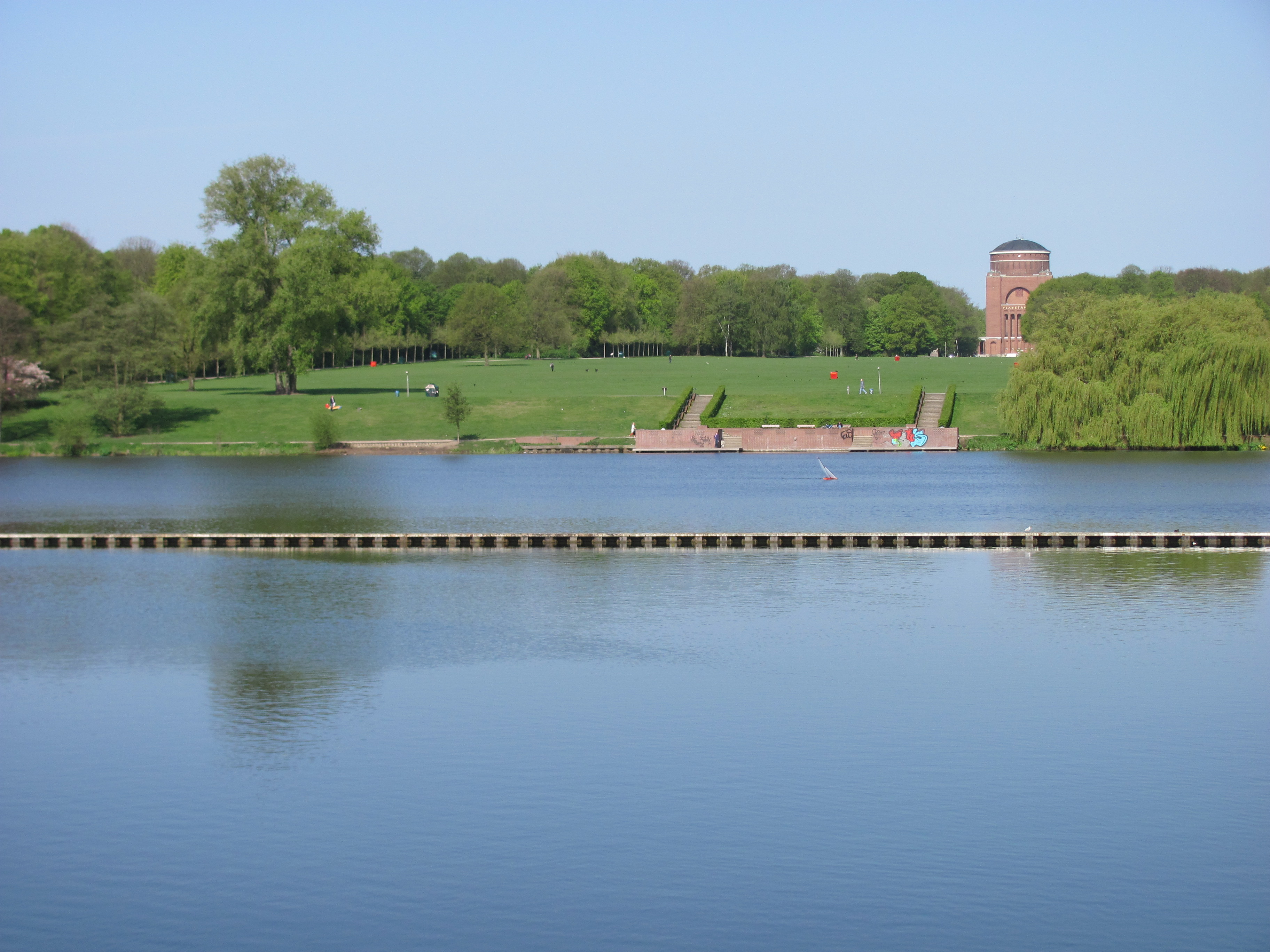
Stadtparksee
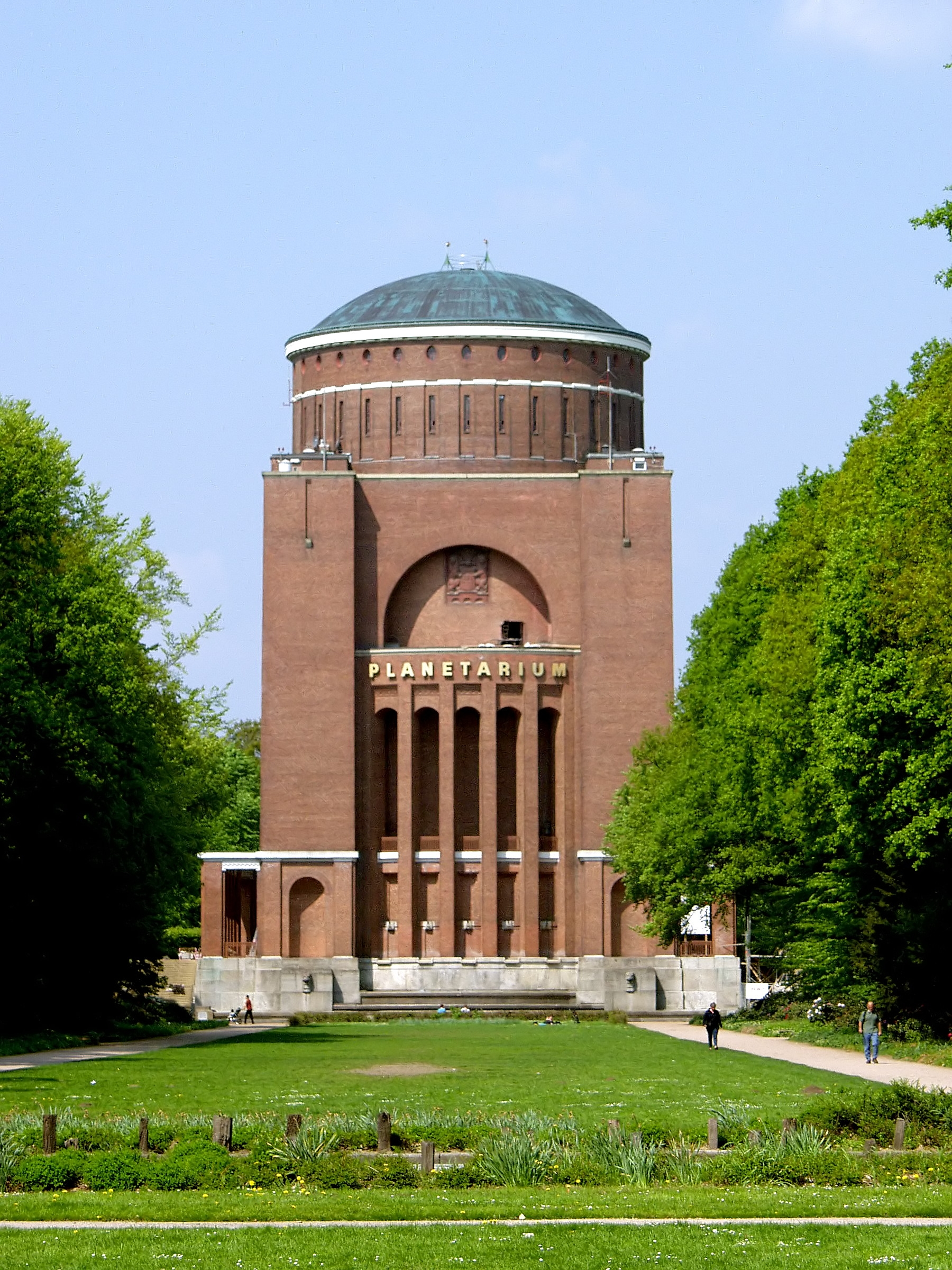
Planetarium
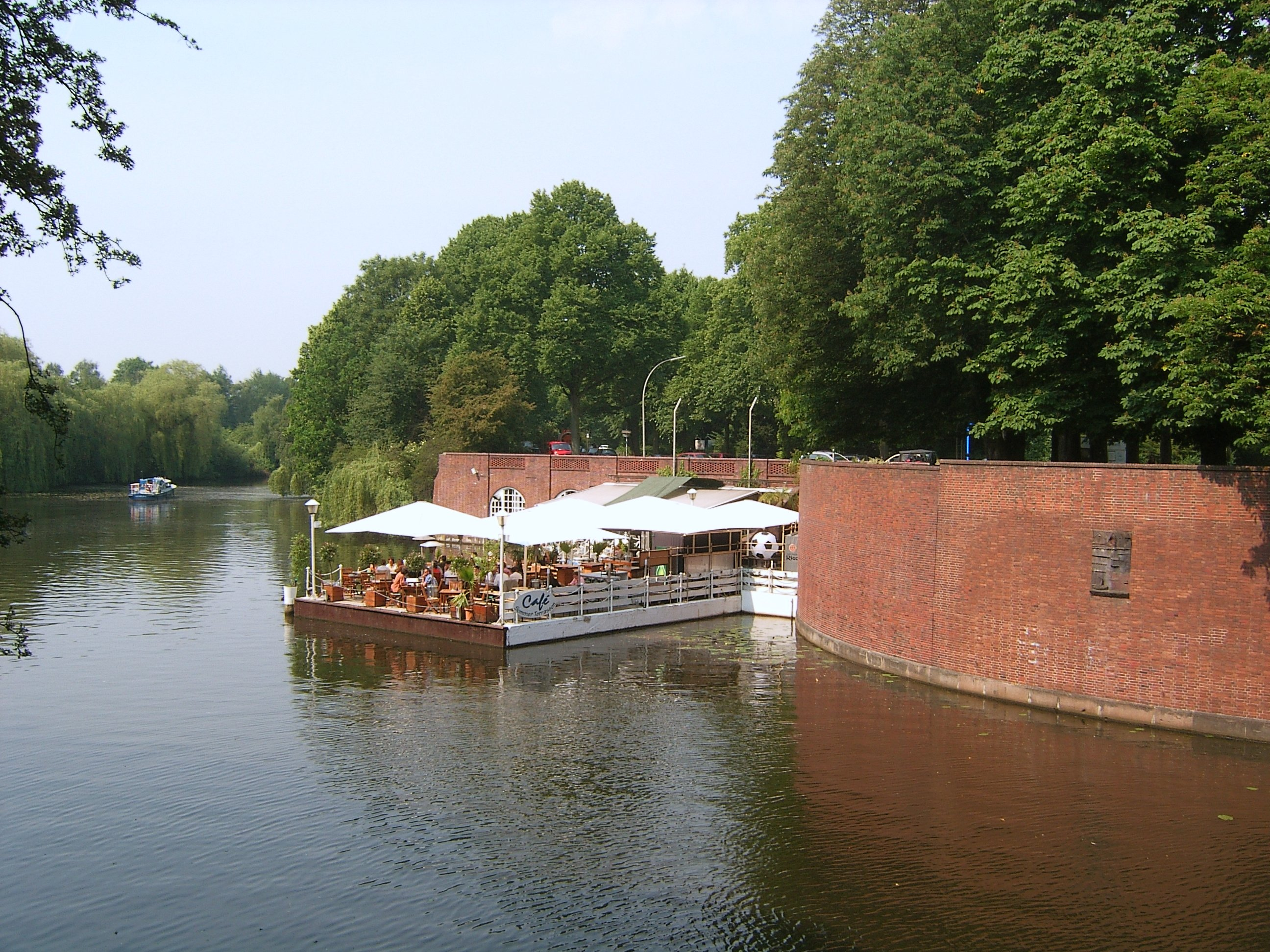
Café Sommerterrassen vid Goldbekkanal

## Källa
- Umweltbehörde Hamburg, Fachamt für Stadtgrün und Erholung (Hrsg.): Der Hamburger Stadtpark. 3. Auflage, Hamburg 2001.